# آلان تايلور
آلان تايلور (بالإنجليزية: Alan Taylor) (و. 1965م) هو مخرجٌ تلفزيونيٌّ أمريكي. اشتهر بعمله على عددٍ من المسلسلات التلفزيونية مثل الضياع، والجناح الغربي، وستة أقدام تحت الأرض، والجنس والمدينة، وآل سوبرانو، وصراع العروش، وإمبراطورية بوردووك، وديدوود، وماد من. وأيضًا أخرج عدّة أفلام منها: ثور: العالم المظلم، وتيرميناتور جنسايس.

## التعليم
تعلم في جامعة نيويورك

## جوائز وترشيحات
حصل على جوائز منها:
- جائزة هوغو لأفضل عرض مسرحي  [لغات أخرى]‏، عن عمل:العرش الحديدي (2012)
- جائزة إيمي برايم تايم عن فئة الإخراج المذهل لمسلسل درامي  [لغات أخرى]‏، عن عمل:السوبرانوز (2007)
- جائزة نقابة المخرجين في أمريكا عن فئة الإخراج المبهر - مسلسل درامي  [لغات أخرى]‏، عن عمل:ماد من (2007).

ترشح لـ:
- جائزة إيمي برايم تايم عن فئة أفضل مسلسل درامي، عن عمل:العرش الحديدي (2012)
- Hugo Award for Best Dramatic Presentation (Long Form)، عن عمل:العرش الحديدي (2012)
- جائزة إيمي برايم تايم عن فئة الإخراج المذهل لمسلسل درامي، عن عمل:ماد من (2008)
- جائزة نقابة المخرجين في أمريكا عن فئة الإخراج المبهر - مسلسل درامي، عن عمل:ماد من (2008)
- جائزة إيمي برايم تايم عن فئة الإخراج المذهل لمسلسل درامي، عن عمل:السوبرانوز (2007)
- جائزة نقابة المخرجين في أمريكا عن فئة الإخراج المبهر - مسلسل درامي، عن عمل:ماد من (2007).

## روابط خارجية
- آلان تايلور على موقع IMDb (الإنجليزية)
- آلان تايلور على موقع ألو سيني (الفرنسية)
- آلان تايلور على موقع أول موفي (الإنجليزية)
- آلان تايلور على موقع بوكس أوفيس موجو (الإنجليزية)
- آلان تايلور على موقع قاعدة بيانات الأفلام السويدية (السويدية)
- آلان تايلور على موقع قاعدة بيانات الفيلم (الإنجليزية)
- آلان تايلور على موقع كينوبويسك (الروسية)